# 少脉水东哥
少脉水东哥（学名：Saurauia paucinervis），为猕猴桃科水东哥属下的一个植物种。